# Bodypainting

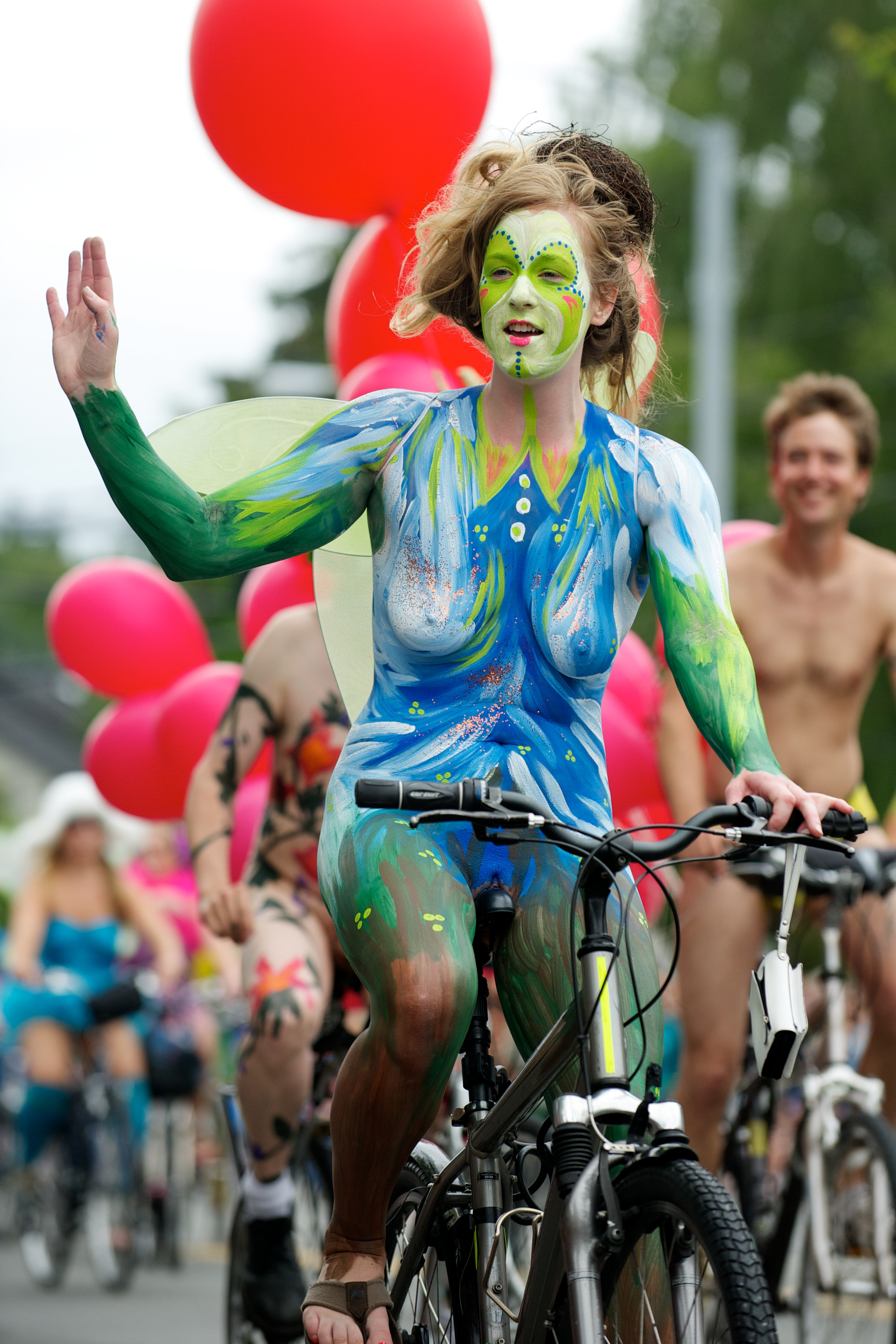
Bodypainting: Fremont Solstice Parade w 2012

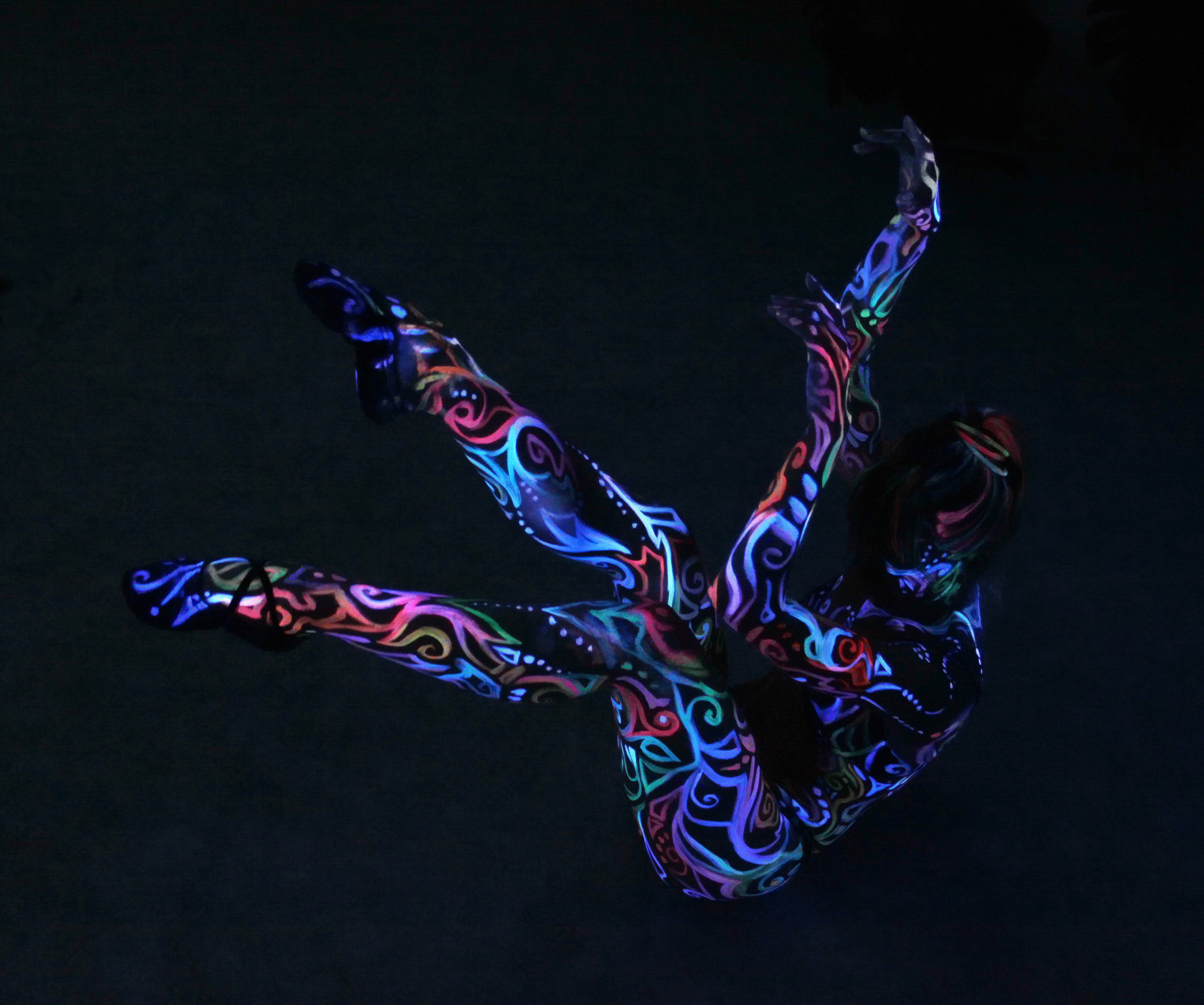

Bodypainting (etymologia: ang. body – ciało + painting – malowanie, czyli malowanie ciała) – sztuka malowania na ciele farbami, przez niektórych uważana za jedną z najstarszych form sztuki. W przeciwieństwie do tatuaży, malunek jest tymczasowy.

## Historia
Bodypainting był praktykowany już dziesiątki tysięcy lat temu wśród starożytnych plemion na całym świecie. Tradycyjne plemiona używając sztuki malowania ciała chcą ukazać związek pomiędzy historią, duchowością oraz ciałem. Ceremonie są obchodzone we wszystkich kulturach by uczcić narodziny, śmierć, wkroczenie w okres dojrzewania, śluby oraz dojrzewanie. Okrywając ciało symbolami i obrazami zwiększano skuteczność rytuałów ubierając skórę w myśli i emocje. Malowanie na ciele jest procesem przekształcenia i powiększenia duszy.
Aborygeni używali farby, by chronić ciało przed słońcem. Pogańskie celtyckie plemiona w Szkocji za czasów rzymskiego cesarstwa malowały ciała wykorzystując woad (niebieski barwnik z urzetu barwierskiego). Pigment ów miał chronić przed zimnem, jednak fakt ten nie został udowodniony.
W Indiach i na Bliskim Wschodzie jest nadal praktykowany makijaż przy użyciu henny (Mehendi). 
Rdzenna ludność Ameryki Południowej używa annato, huito, lub mokrego węgla do zdobienia twarzy i ciała.
Substancje używane do malowania ciała były ważnym elementem handlowym (ochra, Camwood camwood, cynober i kaolin był przedmiotem obrotu w Azji, Afryce i Europie). 
Bodypainting ma także praktyczne cele w uzdrawianiu, ponieważ niektóre naturalne ochry posiadają właściwości antyseptyczne i mogą także chronić nieodziane ciało przed owadami w ciepłych klimatach, henna jest wykorzystywana w leczeniu chorób skóry, przede wszystkim zapobiega grzybicy. Za sprawą swoich ściągających właściwości  stosuje się ją przeciwko poceniu się stóp i rąk oraz w leczeniu ich pęknięć, odmrożeń i zrogowaceń. Na bazie henny, oliwy i sproszkowanej siarki przygotowuje się maść, którą następnie smaruje się całe ciało przeciw świerzbowi.
Bodypainting pochodzący ze starożytnych plemion jest korzeniem współczesnego bodypaintingu. To naturalna inspiracja obrazami tradycyjnej sztuki malowania ciała, ale także ważne jest w nim traktowanie starożytnych kultur z szacunkiem i zrozumieniem. Wiele aspektów dekoracji ciała jest uważanych za święte lub osobiste, więc należy traktować je z szacunkiem.
Początek współczesnej sztuki malowania ciała przypada na lata 60, kiedy artyści eksperymentowali z malowaniem ciał, przekształcając żywe postacie w płótna.
Modele byli malowani farbą, następnie ich ciała odbijano na płótnie, lub innym podłożu. (Przykładem może być francuski artysta Yves Klein i jego seria obrazów „Anthropometries”).
Generacja dzieci kwiatów popierała aspekty tradycyjnych kultur wraz z dekoracją ciała. W latach 70. i na początku lat 80. moda glam rocku  przyjęła sztukę malowania twarzy jako nową ekstremalną formę ekspresji. W tych czasach przesłaniem było odkrywanie.
Jedną z pierwszych współczesnych artystów bodypaintingu była Veruschka. Malowała siebie samą chcąc zmienić swój wygląd.
W 2006 w Nowym Orleanie została otwarta przez Craig'a Tracy'ego pierwsza galeria poświęcona wyłącznie sztuce body painting.(The Painted Alive Galeria na Royal Street).
Obecnie, poza sztuką, malowanie ciała jest powszechnie stosowane podczas demonstracji (np. PETA ), w reklamie, filmach, fotografii.

## Techniki
Najbardziej popularne techniki bodypaintingu:
- Henna
- Pędzel, gąbka
- Aerograf
- SFX – malowanie ciała z użyciem efektów specjalnych takich jak doklejane elementy z lateksu, fragmenty koronki, nakrycia głowy z gąbki
- UV – Malowanie pędzlem/aerografem przy użyciu farb fluorescencyjnych

## Henna

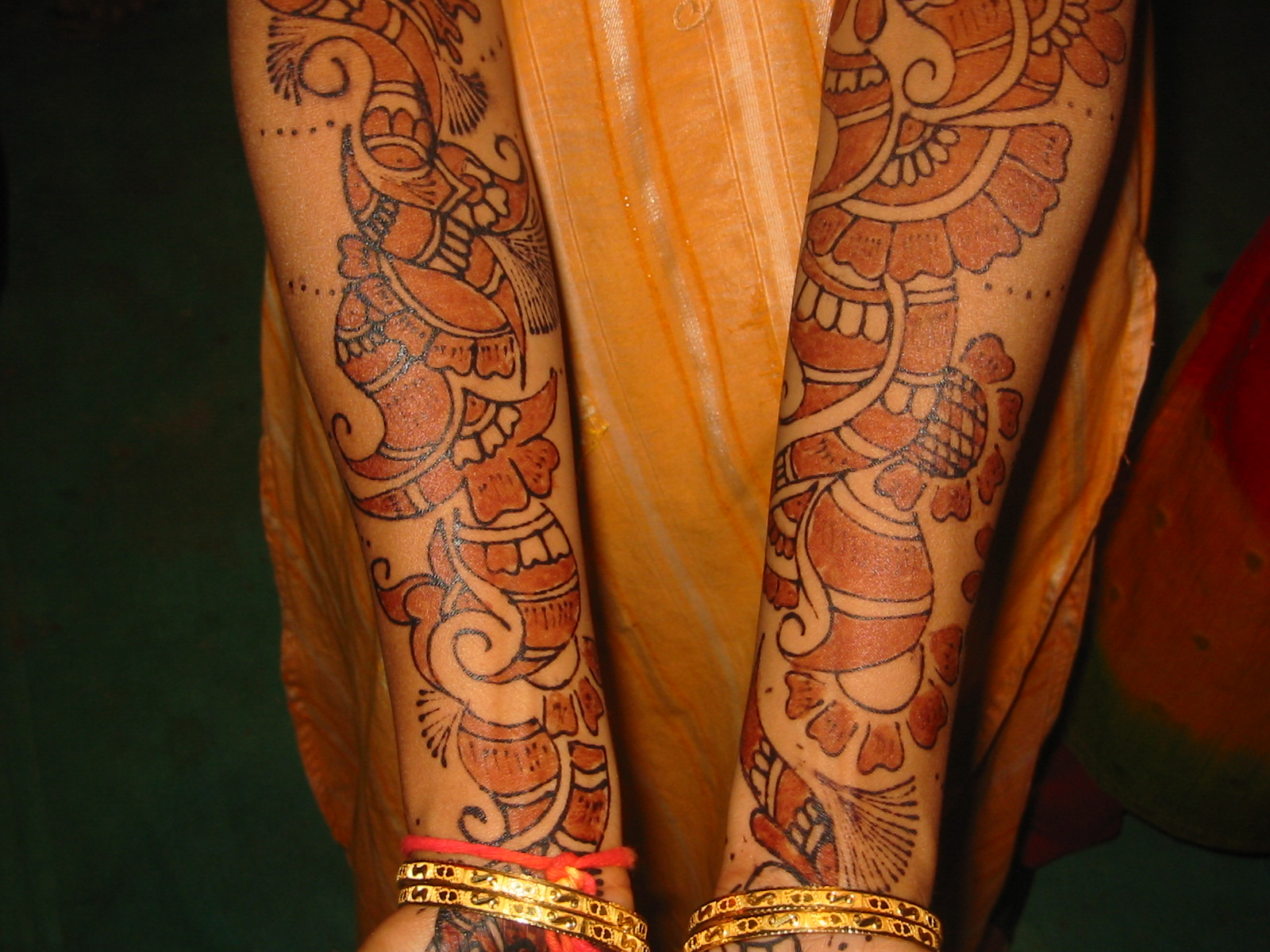
Makijaż wykonany henną

Tradycyjnie henna służy do barwienia włosów, dłoni, twarzy i stóp. Mehendi jest sztuką zdobienia ciała za pomocą pasty z naturalnej henny. Taki tatuaż z henny jest tymczasowy (ok. dwóch tygodni).

## Pędzel, gąbka

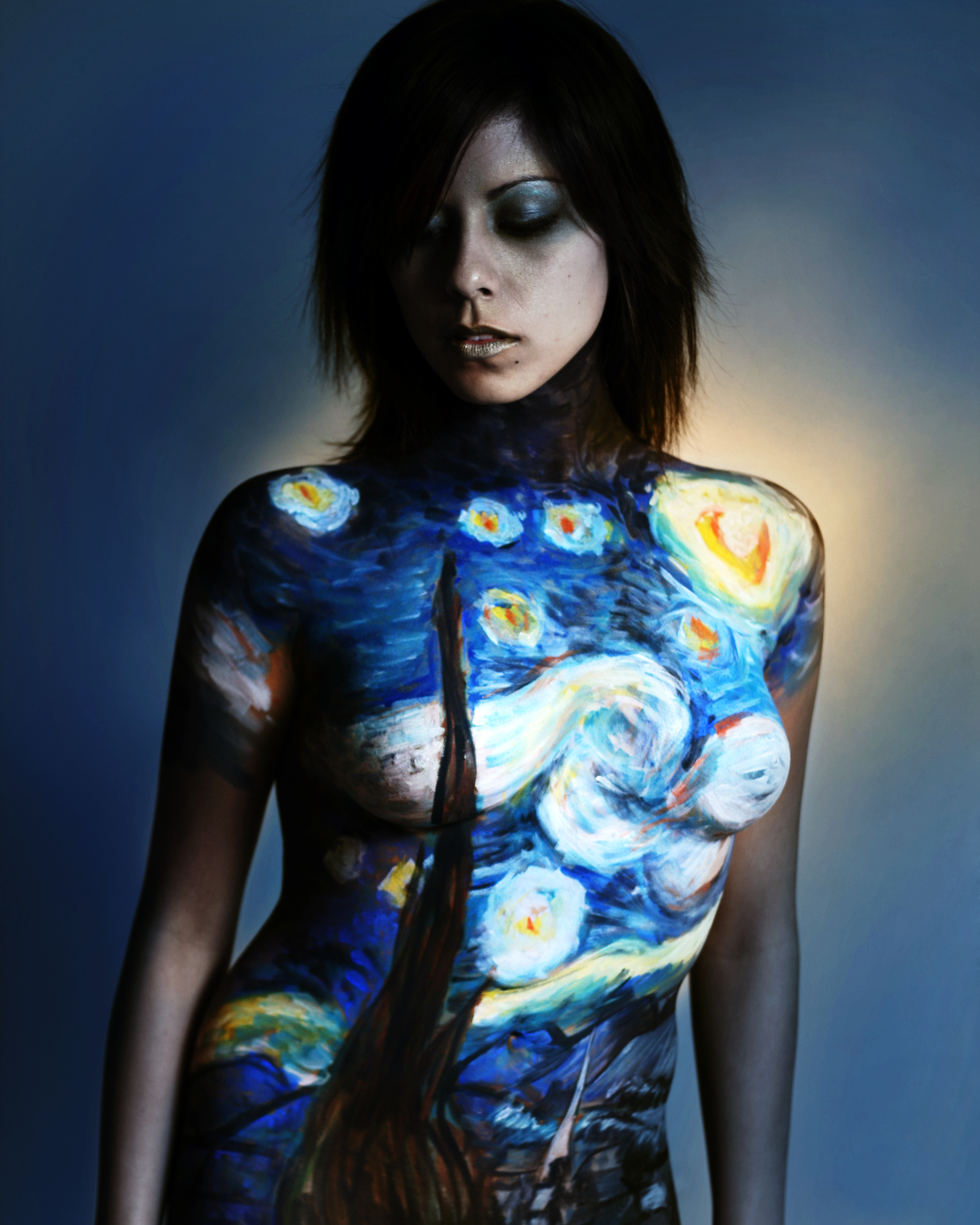
Bodypainting wykonany pędzlem

W tej technice artysta nakłada farby wodne lub tłuste na ciało za pomocą gąbek kosmetycznych i pędzli.

## Aerograf (airbrush)
Artyści pracujący z tą techniką używają aerografów, czyli urządzenia składającego się z igły i zbiornika z farbą, która jest wydmuchiwana po igle i rozpylana. Powietrze tłoczone jest do aerografu za pomocą kompresora. Zaletą malowania pistoletem ciśnieniowym jest szybkość. Szybciej pokrywa się cało farbą i tworzy detale. Można stworzyć szablony, dzięki którym łatwo odwzorować skomplikowany wzór wielokrotnie. Efekt jest podobny do malowania sprayem, tylko bardziej precyzyjny.
Artysta nosi ze sobą kompresor i aerografy oraz pilnuje ich czystości. Ważna jest nauka odpowiedniej obsługi i konserwacji sprzętu oraz dużo praktyki. Mieszanie farb jest trudne, więc korzysta się z szerokiej gamy.

## Efekty specjalne (Special Effects – SFX)
Ta technika jest kombinacją efektów specjalnych, malowaniem pędzlem oraz gąbką i malowania aerografem. Wszystkie techniki malowania są tutaj dozwolone, z możliwością zmieniania kształtu ciała. Dodatki efektów specjalnych przeważnie są wykonane z lateksu oraz pianki ale mogą być wykonane ze wszystkiego, co można przykleić do ciała.
Możliwe jest kupienie gotowych dodatków lub nauczyć się wykonywać własne elementy. Należy wykonać odlew danej części ciała, z odlewu wykonać formę, na której tworzymy specjalne efekty i ponownie robimy odlew końcowy w celu uzyskania samej formy pożądanego elementu. Dodatki efektów specjalnych mogą być doczepione do ciała przed malowaniem, tak aby dzieło tworzyło specjalną formę.
Potrzebne jest odbycie kursu z efektów specjalnych, aby nauczyć się jak wykonywać i doczepiać elementy. Ważne jest także, aby wiedzieć, co jest bezpieczne dla modela i jak odpowiednio traktować modela podczas wykonywania efektów specjalnych. Gdy raz się tego nauczy, otwiera się nowy wymiar możliwości dla artysty. Należy nadal pamiętać, że jest to bodypainting, więc efekty specjalne powinny być dodatkiem do dzieła, a nie jego głównym celem.

## UV bodypainting

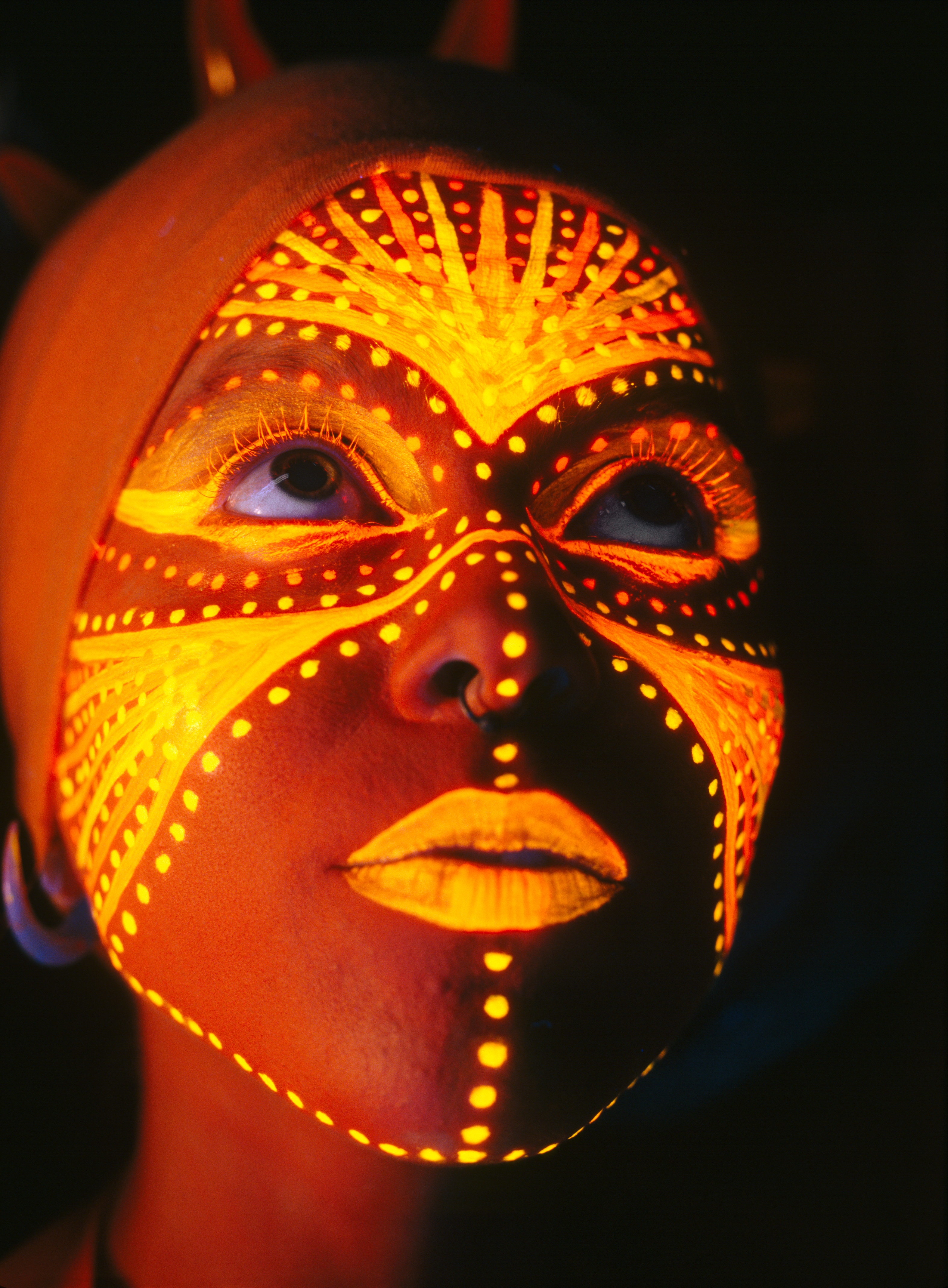
Bodypainting z wykorzystaniem fluorescencyjnych farb

Bodypainting fluorescencyjny może być wykonywany za pomocą pędzli i gąbek kosmetycznych oraz aerografów. Specjalne farby świecą pod ultrafioletowym światłem. Grube wzory i obrazy tworzą wspaniałe efekty dla oka, a czarna (lub jakakolwiek inna nie fluorescencyjna) farba może być użyta, by sprawić niektóre części ciała niewidzialnymi.
Do przedstawień lub sesji zdjęciowych bodypainting UV ważne jest posiadanie ciemnego pomieszczenia. Każde dodatkowe światło, poza ultrafioletowym, zepsuje efekt świecenia ciała. Różne rekwizyty oraz dodatki mogą stworzyć niesamowite efekty na poruszającym się modelu przy występach na żywo. Przy fotografowaniu ważne jest, aby model się nie ruszał. Nie ma możliwości fotografowania z lampą błyskową, dlatego potrzebny jest aparat fotograficzny, który dobrze sprawdza się przy słabym oświetleniu.

## Artyści związani z bodypaintingiem
- Youri Messen-Jaschin
- Yves Klein
- Veruschka

## Festiwale
- North American Body Painting Championchip – Vegas
- Face and Body Art International Convention – Orlando, Floryda
- FPBA Convention – Las Vegas, Nevada
- The Canadian Body Painting Festival – Kanada
- World Bodypainting Festival – Austria

## Organizacje
- World Bodypainting Association